# 25 a.C.
25 a.C. foi um ano comum do século I a.C. que durou 365 dias. De acordo com o Calendário Juliano, o ano teve início e terminou a uma terça-feira. a sua letra dominical foi F.
| Ano completo                       |
| ---------------------------------- |
| Ano comum com início à terça-feira |

## Eventos
- Caio César Otaviano,[Nota 1] pela nova vez, e Marco Júnio Silano, cônsules romanos.[1][2]
- Herodes fortifica Samaria, que passa a se chamar Sebaste, termo em grego para Augusto.[3]
- Herodes também reconstrói a torre de Estrato, e a chama de Cesareia.[3]
- Pandião, rei da Índia, e os citas enviam embaixadores a Augusto.[3]
- Após a morte do rei Amintas, a Galácia se torna uma província romana. Marco Lólio é nomeado governador da Galácia.[3]
- O reino de Herodes sofre com calamidades, uma seca seguida de uma fome. Herodes não poupa esforços para mitigar a crise, inclusive derretendo seus talheres pessoais, e compra grãos do Egito, cujo governador, Petrônio, era amigo pessoal de Herodes.[3]
- Herodes distribui o grão, dando preferência àqueles que não podiam cuidar de si, como os idosos ou incapacitados, a quem ele inclusive enviou cozinheiros para preparar a comida. Deste modo, ele foi considerado um príncipe generoso e providencial.[3]
- 29 de agosto: início da era Al-kept dos egípcios.[3]
- Caio Antíscio derrota os cantábrios.[4]
- Outono - Após a derrota dos cantábrios na Hispânia, as portas do templo de Jano são fechadas, pela segunda vez durante o reinado de Augusto.[5]
- Augusta Emerita é fundada na Lusitânia.[4]
- Construção das termas de Agripa, o primeiro dos grandes banhos de Roma. Com a morte de Agripa, em 12 a.C., as termas foram herdadas pelo povo romano.[6]
- Agripa [Nota 2] constroi a basílica de Netuno, ilustrada com cenas dos Argonautas.[4]
- Agripa constroi o Panteão de Roma.[4]

## Mortes
- Dez cidadãos de Jerusalém, um dos quais era cego, que conspiraram contra Herodes. Mortos depois de serem torturados.[3]
- O espião que havia delatado esta conspiração, morto, cortado em pedaços e dado para os cachorros comerem.[3]
- Amintas, rei da Galácia.[3]